# 火炎構造

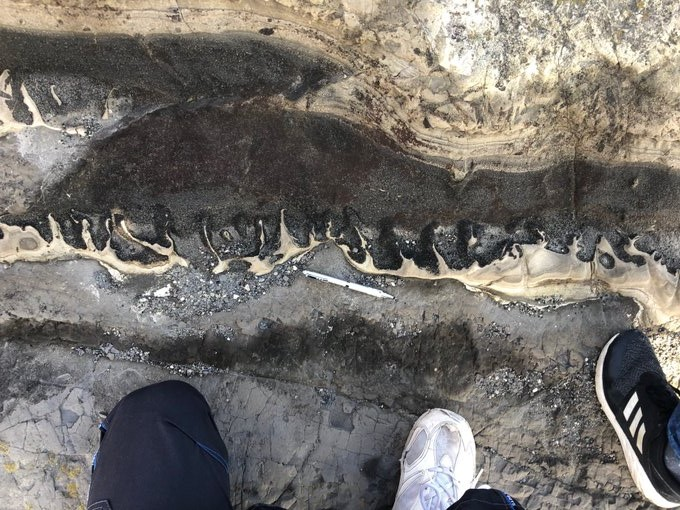
神奈川県三浦市城ヶ島の三崎層に見られる火炎構造。堆積時の上面側から撮影。

火炎構造（かえんこうぞう、フレーム構造、flame structure）とは、主に砂岩層とその下層の地質境界付近に見られる火炎（flame）の形を成す荷重痕のこと。地層に見られる堆積構造の一種。

## 概要
まだ凝固していない粒子の小さい層の上に、粒子の大きい砂等が堆積すると、層境界に加わる不均等荷重によって密度の大きい砂が下方に垂れ下がるように流動するとともに、下層の細粒子は砂等の間隙を埋めるように上昇作用が働く。それを地層の断面でみると、細粒子が上方に向かって火炎の形をなしている。
地層の上下判定や堆積時の傾斜判定によく用いられる。また、火炎構造が見られることは下層の堆積物が凝固していない堆積状況を示す痕跡であるため、火炎の大きさや形状、方向、規則性の有無などの様相から堆積環境時の多様な地質情報を提供する。火炎が指す方向をもとに、傾斜の方向や水流の下流方向を読み取ることができる。